# Traité de Lyon de 1601
À ne pas confondre avec l’armistice de Lyon qui mit fin en 1504 à la troisième guerre d’Italie.
Le traité de Lyon de 1601 est un traité de paix signé à Lyon, le 17 janvier, qui mit fin à la guerre franco-savoyarde (1600-1601) entre Charles-Emmanuel Ier, duc de Savoie et le roi de France Henri IV.
Aux termes de cet accord, les États de Savoie perdent définitivement la Bresse, les pays du Bugey et de Gex ainsi que le Valromey, mais gagnent en échange le marquisat de Saluces.

## Conflit franco-savoyard

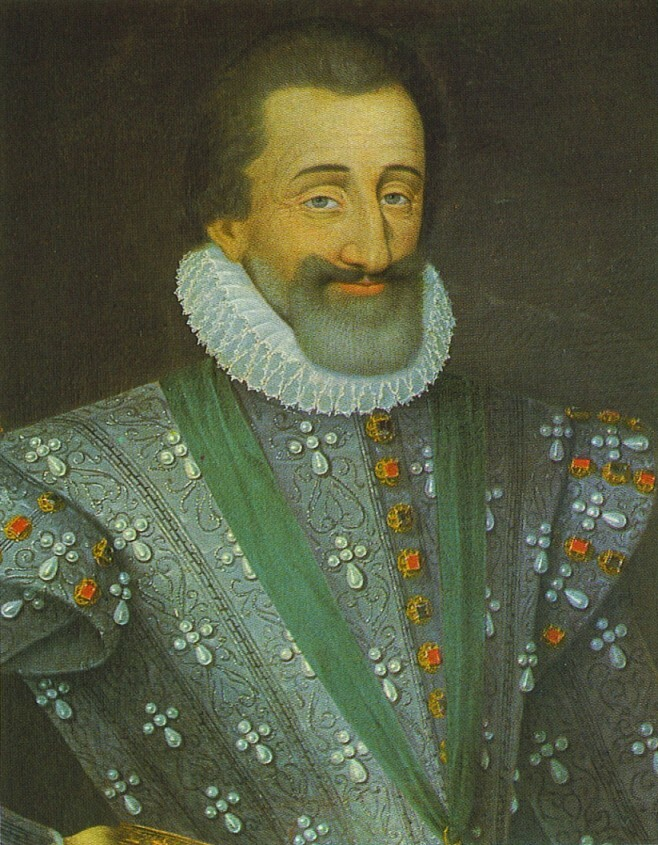
Henri IV de France.

À la suite de l'assassinat d'Henri III, le duc de Savoie entrevoit une dislocation des terres au Sud-Est de la France. Le duc cherche à s'emparer de la Provence et Marseille (1589), voire de la ville de Lyon. Lesdiguières, meneur huguenot, ami du roi de France, s'oppose à ce projet. Le conflit entre les deux factions dure environ neuf années. Le conflit devient international avec l'intervention des troupes espagnoles (1597).
Le duc de Savoie, à l'issue du traité de Vervins entre la France et l'Espagne, se rend à Paris pour négocier auprès du roi l'acquisition du marquisat de Saluces (Saluzzo), marquisat français depuis 1529, formant une enclave au cœur des États de Savoie et annexé par Charles-Emmanuel en 1588, sans contrepartie, alors que le roi pense obtenir la Bresse et le Bugey.
En 1600, le roi Henri IV, lassé de l'attitude du duc, envahit la Savoie, occupe les vallées de Maurienne, Tarentaise et du Beaufortain, assiégeant la citadelle de Montmélian. Le traité de Paris est signé, mais ne met pas fin au conflit.

## Clauses du traité

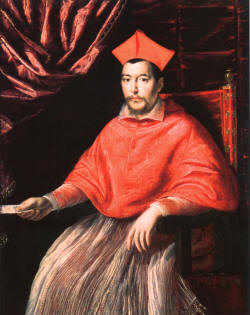
Le cardinal Pietro Aldobrandini.

Un traité de paix est négocié par le cardinal Pietro Aldobrandini, neveu du pape Clément VIII : il alterne les discussions avec les deux négociateurs savoyards, René de Lucinge et Francesco Arconato, et les deux négociateurs français, Nicolas Brulart de Sillery et Pierre Jeannin. À l'issue des négociations, le duc de Savoie doit capituler par le traité de Lyon le 16 janvier 1601, un mois après le mariage d'Henri IV avec Marie de Médicis.
Par ce traité, la Savoie paye 300 000 livres pour les frais de la guerre et conserve le marquisat de Saluces. Henri IV rend les places conquises en Savoie, mais pas le matériel ni les canons capturés ou saisis. Il annexe la Bresse, le Bugey, le comté de Gex, le Valromey, qui prend le Rhône pour limite naturelle de Lyon à Genève.
Charles-Emmanuel, très mécontent du traité, menaça les négociateurs de décapitation : René de Lucinge se retira dans son château des Allymes, désormais situé en territoire français, et prêta serment au roi de France, tandis que le seigneur d'Arconat, Milanais, partit quelques années en Espagne.
Malgré la belle résistance du gouverneur Jacques de Bouvens, qui n'évacua la citadelle de Bourg-en-Bresse que le 9 mars 1601, Bourg devint place frontière en face de la Franche-Comté alors espagnole. Le régiment de Champagne qui en avait fait le blocus, y resta en garnison jusqu'en 1611 époque où la place fut démantelée. Pierre d'Escodeca baron de Boesse-Pardaillan, son mestre de camp en fut nommé gouverneur.
Dans ses mémoires le duc de Sully donne des précisions intéressantes quant aux conditions de ce traité :
« En échange du marquisat de Saluces, auquel le Roi de France renonçait, le Duc de Savoie céderait à sa majesté les places de Sental, Monts et Roquesparvière, la Bresse en entier, les bords et les environs du Rhône d'un et de l'autre côté jusqu'à Lyon, excepté le pont de Grésin et quelques passages nécessaires à son altesse pour entrer en Franche-Comté, sans cependant qu’elle acquît par cette cession le droit de tirer de ces endroits aucun tribut, d'y bâtir aucun fort, faire passer aucuns gens de guerre que de la permission du roi, et à condition que pour ce droit de passage au pont de Grésin, le duc de Savoie paierait à la France cent mille écus. Qu'il remettrait à sa majesté la citadelle de Bourg, le bailliage de Gex, Château-Dauphin et ses dépendances, avec tout ce qui peut-être compris dans la province de Dauphiné de-ça les monts. Qu'il renoncerait pareillement à la propriété d'Aus, Chousy, Vulley, Pont-d'Arley, Seissel, Chana et Pierre-Châtel, aux environs de Genève, que les fortifications de Bèche-Dauphin seraient rasées, que le roi en rendant de son côté tout ce qui n'est point spécifié ici de ses autres conquêtes, pourrait en retirer l'artillerie et les munitions qui y étaient actuellement. 
Les autres articles regardent les criminels réfugiés et les prisonniers de guerre, les bénéfices ecclésiastiques, les échanges de terres entre particuliers etc. »

## Conséquences sur les États de Savoie
Le traité de Lyon affaiblit les États de Savoie du côté ouest des Alpes et les renforce du côté de la botte italienne, accentuant le mouvement amorcé en 1563 avec le déplacement de la capitale Chambéry vers Turin. Le destin italien de la maison de Savoie se précise. Par ailleurs, leur repli de la vallée du Rhône ne permet plus à leurs alliés espagnols de remonter facilement vers la Franche-Comté.

## Conséquences sur Genève
Ce traité a également d'autres conséquences. En effet, celui-ci met fin aux espérances expansionnistes de Genève et place les Genevois pour la première fois de leur histoire aux frontières du royaume de France.